# Hal Draper
Hal Draper, nato Harold Dubinsky (New York, 19 settembre 1914 – Berkeley, 26 gennaio 1990), è stato un attivista e scrittore statunitense, figura di rilievo nel Free Speech Movement, movimento di protesta nell'Università di Berkeley nei primi anni sessanta.

## Biografia
Studioso e conoscitore del pensiero marxista, sostenne la necessità della nascita nella società statunitense di una auto-emancipazione che nascesse dalle classi meno abbienti.
Fu lui, nel 1948, a coniare l'espressione «neostalinismo».